# Kenny Omega
Tyson Smith (Winnipeg, Manitoba, Canadá; 16 de octubre de 1983) es un luchador profesional canadiense nacionalizado japonés, más conocido por su nombre en el ring Kenny Omega, quien actualmente trabaja en All Elite Wrestling como vicepresidente ejecutivo. A lo largo de su carrera, Smith ha trabajado en varias empresas  tales como Lucha Libre AAA Worldwide, Pro Wrestling Guerrilla, DDT Pro-Wrestling, Ring of Honor, Revolution Pro Wrestling, aunque destaca su trabajo en la New Japan Pro-Wrestling.
Smith ha sido cinco veces campeón mundial, al ser una vez Campeón Mundial de PWG, una vez Campeón Peso Pesado de la IWGP, una vez Megacampeón de AAA, una vez Campeón Mundial de AEW y una vez Campeón Mundial de Impact. También ha sido una vez Campeón Intercontinental de IWGP, dos veces Campeón de Peso Pesado Junior de IWGP, dos veces y primer Campeón Peso Pesado de los Estados Unidos de la IWGP, una vez Campeón en Parejas de Peso Pesado Junior de la IWGP, dos veces Campeón de Tríos de Peso Libre NEVER y una vez Campeón Mundial en Parejas de AEW. También ha sido ganador de los torneos G1 Climax de 2016 y del Battle of Los Angeles de 2009.
Omega fue el "Main Event" del Wrestle Kingdom 11 y  Wrestle Kingdom 13 siendo el único luchador extranjero en conseguirlo en su momento.
Debido a su estilo de lucha, las luchas notorias que ofreció en su carrera tanto en New Japan Pro Wrestling como en All Elite Wrestling, es considerado como uno de los mejores luchadores de la historia y uno de los más grandes nombres en el mundo del Wrestling, abarcando una carrera de casi 20 años.

## Carrera

### Edad Temprana
Mientras crecía, Smith jugó Hockey sobre hielo como portero. Se interesó en una carrera en la Lucha libre profesional después de que uno de sus amigos de Transcona Collegiate Institute (TCI) comenzó a entrenar en Top Rope Championship Wrestling (TCW) en Winnipeg. Smith terminó sus planes de carrera de hockey sobre hielo y también comenzó a entrenar con el promotor de TCW Bobby Jay, a quien había conocido previamente mientras trabajaba en una tienda local. Después de entrenar con Jay durante un año, Smith, de 16 años, comenzó a trabajar para TCW, donde en los próximos dos años desarrolló el gimmick de "Kenny Omega", un surfista hawaiano. El truco de la persona que practica surf fue desechado más adelante y substituido por un gimmick de gamer otaku, que Smith acentuó más usando el Hadouken de Street Fighter. En 2001, Smith se graduó de TCI y se matriculó en la universidad, pero la abandonó durante su primer año con el fin de concentrarse completamente en hacer una carrera dentro de la lucha libre profesional.

### Premier Championship Wrestling (2001-2005)
En diciembre de 2001, Smith se unió a otra promoción con sede en natal Winnipeg, Premier Championship Wrestling. Al aparecer en el evento de lanzamiento oficial de la promoción, encabezado por Eddie Guerrero y al que asistieron 1.700 aficionados, hizo un impresionante debut contra su exentrenador Mentallo el 3 de marzo de 2002.La lucha fue posteriormente nombrada Lucha del Año de PCW . Posteriormente pasó a formar un Tag Team de corta duración con Mentallo. En ese momento, se convirtió rápidamente en una estrella en ascenso en el PCW y el circuito independiente canadiense.
Al año siguiente, Omega derrota a Adam Knight por el campeonato pesado de PCW el 18 de septiembre de 2003. A pesar de defender exitosamente el título contra Chi Chi Cruz , perdió el título a Rawskillz el 26 de noviembre, también ganó el vacante Campeonato Peso Pesado CWF al a derrotar TJ Bratt en una final del torneo el 29 de diciembre de 2003, luego perdió el título ante Zack Mercurio un mes más tarde. También recuperó el título pesado de PCW contra Rawskillz menos de dos meses más tarde, sin embargo, se vio obligado a abandonar el título el 18 de marzo de 2004, después de sufrir una lesión.
Más tarde ese año, se asoció con su ex rival Rawskillz para derrotar a Shawn Houston y Chris Raine por el campeonato Tag Team de PCW el 19 de agosto su reinado fue breve, sin embargo perdieron el título de nuevo ante Houston y Raine el siguiente mes. El 17 de octubre de 2004, Omega apareció en la NWA Anniversary Show#2004,en la que, sin éxito desafió a Petey Williams por el TNA X Division Championship.En marzo de 2005, perdió contra Tommy Knoxville en Millennium Wrestling Federation.
Omega ganó un torneo de 8 hombres, derrotando a Nate Hardy, Chris Sabin y Amazing Red para ganar la primera Copa Premier y la NWA Canadian Division X el 2 de junio de 2005. El 30 de julio, hizo una aparición de Lucha Libre Profesional TCW cuando se unió con el Escorpión contra el Hacha y Bobby Jay en el Centro de Entretenimiento en Grand Beach Grand Beach, Manitoba.
En agosto de 2005, Omega atacó a Christopher Daniels y lo desafió a una lucha pero hace un turn 
heel y como resultado Daniels se negó a luchar. Después de perder el título de la División X de NWA canadiense contra Rawskillz el 15 de septiembre de Omega asistió al campamento de Pro Wrestling Noah en Harley Race's World League Wrestling en Misuri.Más tarde perdió contra Keith Walker en un show de WLW en Eldon, Misuri , que más tarde fue transmitido en la televisión japonesa. Después del partido, Smith fue invitado a una prueba de una semana por la World Wrestling Entertainment (WWE).
Después de enfrentarse a Johnny Devine en un evento de entretenimiento con Action Wrestling el 26 de noviembre, Omega hizo su aparición PCW final después de anunciar su acuerdo de desarrollo con la WWE e hizo un discurso de despedida a la multitud el 1 de diciembre de 2005.

### World Wrestling Entertainment (WWE)

#### Deep South Wrestling (2005-2006)
En octubre de 2005, Smith fue enviado a Deep South Wrestling (DSW), un territorio de desarrollo de WWE, que será evaluado por Bill DeMott y otros buscadores de talento. Como resultado de su actuación, que incluyó combates de prueba, observados por Johnny Ace y Kenta Kobashi, le ofrecieron un contrato de desarrollo con WWE y es asignado a la Deep South Wrestling con contrato a tiempo completo. Hizo su debut el 27 de octubre de 2005, perdiendo ante Mac Daddy Johnson.
El 4 de mayo de 2006, Omega se asoció con Heath Miller en un esfuerzo por perder contra el equipo de Elite ( Mike Knox y Derrick Neikirk). Después de perder contra Matt Striker , Eric Pérez y Sonny Siaki durante las próximas semanas, se anotó su primera victoria después de derrotar a Oleg Prudius por countout en un dark match el 1 de junio a pesar de que Antonio Mestre y perdieron contra Urban Assault (Eric Pérez y Sonny Siaki) en un dark match el 15 de junio, derrotó a Heath Miller en otro dark match varios días después.
Posteriormente, Omega formó brevemente un tag team con Tommy Suede, pero sufrieron una derrota contra Urban Assault el 3 de agosto sin embargo, derrotaron a Matt Striker y Cru Jones una semana más tarde. El 17 de agosto, Omega perdió ante Oleg Prudius, y venció a Cru Jones.Varios días más tarde, pidió su liberación inmediata de su contrato de desarrollo con WWE para volver a la Premier Championship Wrestling.
Smith ha declarado en varias entrevistas que su tiempo pasado con DSW era pobre y ha sido particularmente crítico de los promotores DeMott y Jody Hamilton , y el entrenador Bob Holly . La experiencia más positiva que tuvo con la WWE fue poder entrenar con David Taylor , citando que antes del entrenamiento con Taylor,no sabía lo básico y que luchaba confiado en su capacidad atlética. Smith ha afirmado que la WWE se ha acercado ya varias veces con un contrato, incluyendo en la primavera de 2014 y tres veces en el año 2015, pero los ha rechazado.

### Regreso a PCW (2006-2007)
Después de su salida de la WWE, Smith trató de encontrar una carrera en las artes marciales mixtas y entró un par de torneos de jiu-jitsu brasileño, antes de decidirse a seguir en la lucha libre profesional. Con el fin de destacar, Smith reinventó su personaje de lucha libre y desarrolló un nuevo set de movimientos, que a su juicio no podían ser duplicados. El 14 de septiembre de 2006, Omega hizo su regreso al PCW, al a derrotar Rawskillz para luego ganar una lucha  contra AJ Styles, a quien también derrotó en el evento principal de la semana siguiente. Derrotó a Mike Ángeles y Rawskillz entre otros, durante las próximas semanas antes de perder ante AJ Sánchez el 15 de febrero de 2007.Pierde contra Ozz el 1 de marzo, y con Nate Hardy perdió contra Impact Team(Robby Royce y Ozz ) más tarde esa semana. Durante las próximas semanas, Omega obtuvo victorias sobre Kraven y Nate Hardy antes de entrar en el tercer torneo anual de PCW Premier Cup. Omega derrota a Nate Hardy, AJ Sánchez y Petey Williams para ganar el torneo por segunda vez.
Luchando contra Mike Ángeles el 30 de junio, derrotó a AJ Sánchez el 19 de julio y es derrotado por Mike Ángeles, AJ Sánchez y Adam Knight, en un Fatal-Four Way Match, el 23 de agosto para una lucha contra Samoa Joe el 27 de septiembre Omega perdió su lucha contra Samoa Joe en Winnipeg, Manitoba. En octubre, Omega apareció en Starting Point, el primer pago por evento de Wrestling Fan Xperience luchando contra Último Dragón en una lucha que duró 25 minutos. El 31 de enero Omega derrota a Mike Ángeles para ganar el campeonato pesado PCW por tercera vez. El 6 de marzo Ángeles recuperó su título en una Triple Threat Match, que también incluyó a Jon Cutler . Sin embargo, solo dos semanas después, Omega derrota a Ángeles para ganar el campeonato pesado PCW por cuarta vez.

### Pro Wrestling Syndicate (2007-2008)
Kenny Omega hizo su debut con el Pro Wrestling Syndicate (PWS) el 7 de septiembre de 2007 en un partido en el que fue derrotado por Danny Demanto en Garfield, Nueva Jersey. Tras el partido Omega estuvo involucrado en un enfrentamiento con el Comisario carnicero de Necro . Omega volvió a Pro Wrestling Syndicate, el 9 de diciembre de 2009 y recogió una victoria solteros contra Davey Richards . El 22 de marzo, Omega fue uno de los 12 luchadores independientes seleccionados para competir en la primera "Doce Torneo Majestic", organizada por Pro Wrestling Syndicate en la SuperCard Majestic Mayhem en Yonkers, Nueva York . En el evento, Omega se asoció con Jerry Lynn para hacer frente a Kevin Matthews y Tommy Suede. Después de derrotar a Jerry Lynn en las semifinales, Omega luchó a un combate nulo con Devon Moore cuando obligaron a Jack Evans a presentar al mismo tiempo. El 2 de mayo de 2009 Omega perdieron a Devon Moore en una lucha de escaleras en Belleville, Nueva Jersey. El 17 de mayo, Omega perdió un partido de 3 vías con el campeón de peso pesado PWS Devon Moore y Danny Demanto en la Escuela Secundaria de Santa Cruz, en Queens, Nueva York.

### Jersey All Pro Wrestling (2007-2009, 2010-2012)
Omega hizo su debut con el Jersey All Pro Wrestling el 8 de septiembre de 2007, en un partido, donde fue derrotado por Danny Demanto. Después de perder con "El Negro Machismo" Jay Lethal en un partido de individuales y Teddy Hart , en un partido de tres vías con Xavier , Omega anotó su primera victoria JAPW el 8 de marzo de 2008, molesto Low Ki y ganar el JAPW peso pesado Campeonato en Jersey City, Nueva Jersey, en apenas su cuarto partido con la promoción. El mismo día, fue uno de varios luchadores que asistieron al primer concierto de aniversario de WSU en Lake Hiawatha, Nueva Jersey. Otros en el evento incluyen Steve Mack , Danny Demanto, Ian putrefacto , Kevin Matthews, vicioso Vinny, Infierno, Don Johnson.
Primera defensa del título de peso pesado de JAPW Omega fue el 19 de abril de 2009, en la primavera Masacre , donde retuvo su título contra Frankie Kazarian en un Desafío Champions. defendió su título contra Danny Demanto y Grim Reefer durante las próximas semanas. Durante su encuentro con el chaquetón Grim, el oponente de Omega fue herido en el comienzo del partido fue casi el árbitro interrumpe dos veces cuando Reefer tenía dificultad para respirar. Después del partido el ex dos veces campeón de peso pesado JAPW Dan Maff regresó a la promoción y se alineó con Omega.
El 7 de julio, se anunció por Jersey All Pro Wrestling que Omega y varios otros luchadores tomarían parte en un evento de recaudación de fondos para la Beachwood Pine Beach Little League. Entre los programados para aparecer fueron Rhino , La América Latina Xchange , Sonjay Dutt , Jay Lethal, Dan Maff, los bateadores pesados (Monsta Mack y Havok) y el campeón del estado de Nueva Jersey JAPW chaquetón severo. El evento se realizó en el Intermedio Escuela Secundaria del Sur Toms River en Beachwood, New Jersey el 19 de septiembre de 2008. El 10 de julio, Omega defendió con éxito su título contra Jon Cutler en Winnipeg, Manitoba. Cutler había ganado un torneo de derrotar "Outlaw" Adam Knight, Antonio Scorpio Jr. y Mike Ángeles para ganar una oportunidad por el título contra Omega.
Después de una pérdida de inhabilitación para Rhino y un partido que se fue a ninguna competencia con B-Boy , Omega fue programado para defender su título el 13 de diciembre de 2008, en una revancha contra Low Ki en el 11 Aniversario Mostrar JAPW. En un principio, Low Ki ganó el partido, pero la decisión fue revertida y Omega retuvo su título por descalificación debido a Ki accidentalmente derribando al árbitro antes del acabado. El 28 de febrero de 2009, en la ciudad de Jersey Rumble Omega perdió el título de peso a Jay Lethal, después de su socio Dan Maff se volvió hacia él, poniendo fin a su reinado en 357 días. La siguiente aparición de JAPW de Omega tuvo lugar el 10 de diciembre de 2010, cuando compitió en un partido de la eliminación de seis posiciones para el campeonato pesado JAPW luz . Omega fue eliminado del torneo por el eventual ganador, Jushin Liger . En la feria del día siguiente Omega derrotado ex rival Jay Lethal en un partido de individuales. El 15 de mayo de 2011, Omega derrotado Liger en Filadelfia, Pensilvania , durante la New Japan Pro-Wrestling 's (NJPW) primera gira por los Estados Unidos , para ganar el Campeonato Peso Ligero JAPW. Aunque JAPW no ha celebrado un espectáculo desde el 14 de abril de 2012, en una entrevista en julio de 2013 Omega dijo que estaría interesado en volver a la empresa citando que aún sostenía el Campeonato Peso Ligero JAPW. Después de regresar de un hiato el 15 de noviembre de 2014, JAPW despojados Omega del Campeonato Peso Ligero.

### Ring of Honor (2008-2010, 2016)
El 25 de julio de 2008, Omega hizo su debut en Ring of Honor, perdiendo a Delirious en Toronto, Ontario . La noche siguiente, Omega hizo su debut en Detroit ROH New Horizons, perdiendo a Silas Young. Después de una mala racha, Omega ganó sus primeras victorias en diciembre y durante su primer año en ROH, anotó dos victorias pinfall sobre el ROH World Championship Austin Aries. El 14 de noviembre de 2009, Omega recibió una oportunidad por el Campeonato Mundial de Aries, pero fue incapaz de vencerlo por el título. En 2010 Omega comenzó a trabajar con mayor regularidad en Japón, por lo que solo disputó seis luchas con ROH durante todo el año, con su lucha contra Christopher Daniels el 19 de junio en Death Before Dishonor VIII siendo su última aparición para la promoción durante casi seis años.
En febrero de 2016, se informó de que Omega había firmado para convertirse en parte del roster de ROH. Él luchó su lucha de vuelta el 26 de febrero en la ROH 14th Anniversary Show,donde él y The Young Bucks (Matt Jackson y Nick Jackson) defendieron con éxito el NEVER Openweight 6-Man Tag Team Championship contra ACH(wrestler) , Yujiro Kushida y Matt Sydal . Meses más tarde se informó de que Omega estaba teniendo problemas con su Visa . Su siguiente aparición en ROH se llevó a cabo en mayo en la NJPW y ROH en el evento coproducido ROH/NJPW War of the Worlds 2016 evento en Toronto. Omega no apareció para ROH por el resto de 2016. Hacia el final del año, tuvo la oportunidad de volver a ROH, pero se le preguntó por NJPW de cara a Wrestle Kingdom 11 in Tokyo Dome.

### Dramatic Dream Team / DDT Pro-Wrestling (2008-2014)
En 2006, un amigo de Omega le mostró videos de la promoción japonesa Dramatic Dream Team (DDT). Omega fue cautivado por el luchador de DDT Kota Ibushi y quería trabajar con él, así que se filmó a sí mismo teniendo una pelea con el estilo DDT fuera de los confines de un ring de lucha libre y lo subió, así como un reto a Ibushi, a YouTube. Después de ver los videos DDT invitó a Omega a Japón para luchar contra Ibushi, La gira por Japón de Omega con DDT comenzó a principios de agosto de 2008.- Él y Kota Ibushi finalmente formaron un equipo llamado Golden☆Lovers , ganando el KO-D Tag Team Championship . La lucha libre en Japón había sido uno de los sueños de Smith, pues la escena local apelaba a su lado creativo. Después de la WWE, donde su historia fue completamente escrita por la promoción, sintió que en Japón fue capaz de mostrar su personalidad y expresarse totalmente.
En 2011, Omega tuvo un partido con una niña de nueve años llamada Haruka. El video del partido se hizo viral, fue noticia internacional y condujo a Omega recibir numerosas amenazas de muerte. El video también fue visto por Mick Foley , quien elogió el trabajo de Omega como heel, y le preguntó por qué no estaba en la televisión nacional Omega después dijo que le pidieron que trabajara con Haruka porque sería cuidadoso con ella y que él la entrenó personalmente antes de la pelea.
En septiembre de 2011, Omega representó a DDT en All Japan Pro Wrestling AJPW Junior League#2011 , haciendo su debut para la promoción el 11 de septiembre, después de tres victorias y dos derrotas, Omega terminó segundo en su bloque y no avanzó a las finales. Sin embargo derrotó al eventual ganador del torneo Kai en su primer partido, Omega fue nombrado el retador número uno al World Junior Heavyweight Championship (AJPW) después del torneo. El 23 de octubre, Omega derrota a Kai para convertirse en el nuevo Campeón Mundial de peso pesado Junior. Omega perdió el título de nuevo ante Kai el 27 de mayo de 2012, en su sexta defensa del título, poniendo fin a su reinado de 217 días.
El 8 de julio, Omega derrotó a Danshoku Dino para ganar el torneo King of DDT 2012 y ganar una oportunidad contra su compañero Kota Ibushi KO-D Openweight Championship . Omega recibió su oportunidad por el título el 18 de agosto en el evento principal del evento de aniversario número 15 de DDT en el Nippon Budokan , pero fracasó en su intento de destronar a Ibushi. Omega recibió otra oportunidad por el título el 23 de diciembre de 2012, y derrotó a El Generico para ganar el Campeonato Openweight KO-D por primera vez. El 27 de enero de 2013, Omega derrota a Isami Kodaka en un Professional wrestling match types#Champion vs. Champion Match para retener el Campeonato Openweight KO-D y ganar el DDT Extreme Division Championship . Después de tres defensas exitosas del título, Omega perdió el Campeonato Openweight KO-D contra Shigehiro Irie el 20 de marzo de 2013. El 26 de mayo, Omega, una vez más se convirtió en un doble campeón en DDT, cuando él, Gota Ihashi y Kota Ibushi derrotaron al monstruo del Ejército (Antonio Honda, Daisuke Sasaki y Yuji Hino ) para el KO-D 6-Man Tag Team Championship . Después de un reinado de solo 28 días, Omega, Ibushi y Ihashi perdieron el título ante Antonio Honda, Hoshitango y Yuji Hino el 23 de junio El 25 de agosto, Omega perdió el Campeonato de la División DDT extrema a Danshoku Dino. El 26 de enero de 2014, Omega y Kota Ibushi derrotaron a Yankee Nichokenju (Isami Kodaka y Yuko Miyamoto) y Konosuke Takeshita y Tetsuya Endo , en un partido de tres vías para ganar el KO-D Tag Team Championship. El 12 de abril, Omega y Ibushi se convirtieron en dobles campeones, cuando se asoció con Daisuke Sasaki equipo para derrotar a la deriva ( Keisuke Ishii , Shigehiro Irie y Soma Takao) para el KO-D 6-Man Tag Team Championship. Su reinado, sin embargo, solo duró 22 días, antes de perder el título ante Shuten-Doji ( Kudo , Masa Takanashi y Yukio Sakaguchi ) el 4 de mayo El 28 de septiembre, Omega y Ibushi perdieron el KO-D tag Team Championship a Konosuke Takeshita y Tetsuya Endo. El 26 de octubre, Omega luchó su última lucha en DDT, donde él y Kota Ibushi derrotaron a Danshoku Dino y Konosuke Takeshita.

### Pro Wrestling Guerrilla (2008-2010, 2012, 2014)

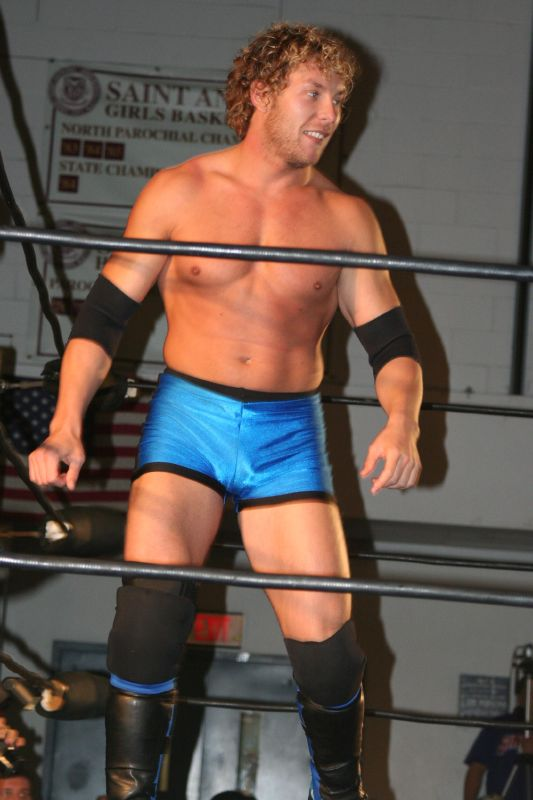
Omega en noviembre del 2008

El 1 de noviembre de 2008, hizo su debut en Pro Wrestling Guerrilla en la Batalla de Los Ángeles 2008 , pero terminó siendo eliminado del torneo en la primera ronda por el talento local Brandon Bonham. La noche siguiente, Omega estuvo involucrado en una pelea por equipos de tres vías de nueve hombres que consta de luchadores que habían perdido en la primera ronda. En un momento memorable, durante el partido Davey Richards le hizo un irish whip que lo lanzó contra las cuerdas con tal fuerza que una de estas se rompió.
Tres meses más tarde, Omega volvió a la compañía en el consentimiento expreso por escrito , donde fue derrotado por El Generico, después de la alta árbitro Rick Knox se cansó de Omega abusar de él y lo golpeó con un tendedero saltando. 
El 11 de abril de 2009 a las noventa y nueve , Omega obtuvo su primera victoria en PWG al derrotar a Davey Richards después de la provocación del Croyt. Al día siguiente en la demostración de centésima de GTP, Omega fue derrotado por Bryan Danielson . En el evento, Omega debutó con su nuevo compañero de equipo Chuck Taylor en un segmento detrás del escenario, en el que advirtieron Generico mantenerse al margen de Reseda , antes de ser rescatado por Colt Cabana. 
El 22 de mayo de 2009 en la etiqueta de la dinamita Duumvirate torneo del título de equipo , torneo del título de equipo de etiqueta anual de GTP, Omega y Taylor, conocido colectivamente como Los hombres de la fibra de baja moral, derrotada la re-unidos Dark & Lovely (Human Tornado y Scorpio Sky) en la primera ronda antes de ser eliminado por el actual World Tag Team Champions los Young Bucks en las semifinales del torneo. El 28 de junio en El secreto de la isla de Guerrilla , Omega luchó Roderick Strong primero en un acabado pasador doble y luego un límite de tiempo de drenaje, antes de negarse a continuar el encuentro y salir. Mientras que Omega fue de gira fuera de los Estados Unidos, Taylor derrotaron a El Generico en una pelea callejera el 28 de agosto en la velocidad del sonido para ganar los hombres de la fibra moral baja su segundo tiro en los Bucks y la World Tag Team Titles. El combate por el título se llevó a cabo el 2 de octubre en el evento principal de Against the Grain , donde los Bucks, una vez más llegó a la cima.
El 20 de noviembre de 2009, un año después de su debut con la compañía, Omega entró en su segunda batalla de Los Ángeles, que se discute en esta ocasión por el vacante Campeonato Mundial . En la primera ronda del torneo, Omega derrotado Kevin Steen , que estaba haciendo su regreso a la compañía después de una ausencia de 15 meses. Al día siguiente, derrotó a los miembros de la dinastía de Scott perdidos y Joey Ryan en las rondas de cuartos y semifinales, respectivamente, para hacer su camino a la final, donde derrotó a Roderick Strong en ganar la batalla de 2009, de Los Ángeles y el vacante Campeonato mundial. Después de su victoria por el título, Omega fue atacado por Brian Kendrick y Los Bucks jóvenes, que se convirtió en villanos en el proceso y al mismo tiempo girar Omega en un favorito de los fanes , antes de ser salvado por sus antiguos enemigos El Generico, Colt Cabana y Rick Knox. Omega y sus antiguos rivales decidieron poner a un lado sus diferencias del pasado, ya que ahora comparten un enemigo común. El 27 de febrero de 2010, a medida que gira el gusano Omega perdió el título mundial a Davey Richards en su primera defensa.
El 27 de octubre de 2012, Omega hizo su primera aparición de GTP en más de dos años y medio, cuando se asoció con El Generico en Problemas de comunicación en una pelea por equipos, donde derrotaron a los Bucks jóvenes. Omega volvió a GTP el 29 de agosto de 2014, para participar en el 2014 Batalla de Los Ángeles fin de semana. Después de victorias sobre ACH en la primera ronda y Matt Sydal en los cuartos de final, Omega fue eliminado del torneo en las semifinales por el eventual ganador BOLA, Ricochet.

### New Japan Pro-Wrestling (2010-2019)

#### 2010-2012
El 31 de enero de 2010, Omega hizo su debut con NJPW en una pelea por equipos, donde él y Kota Ibushi derrotaron a Gedo y Jado por descalificación. Durante la lucha Jado sufrió una lesión en el cuello legítima de una zambullida suicida de Omega. El 1 de junio, Omega entró al torneo de New Japan de dos semanas de duración Best of the Super Juniors#2010, donde terminó cuarto en su bloque con cuatro victorias en siete partidos, dejando así de avanzar a las semifinales del torneo. Después de derrotar a Ryusuke Taguchi en un show de DDT el 29 de agosto de 2010, Omega se le concedió una oportunidad contra su excompañero y asociado Prince Devitt 's IWGP Junior Heavyweight Championship.
El 3 de septiembre, Omega hizo su regreso a New Japan, pero fue derrotado por Devitt en el combate por el título. El 11 de octubre a las Destruction '10 , Omega y Kota Ibushi derrotaron a Devitt y Taguchi, el equipo conocido colectivamente como Apollo 55 , para ganar el IWGP Junior Heavyweight Tag Team Championship. El 14 de noviembre, los Golden Lovers hicieron su primera defensa del título con éxito, derrotando a Devitt y Taguchi para establecer un ajuste de cuentas por el título con los ganadores de la Liga Súper 2010 J Tag, Gedo y Jado. El partido contra Gedo y Jado tuvo lugar en otro espectáculo el 26 de diciembre y terminó con los Golden Lovers reteniendo el título. El 23 de enero de 2011, a Fantastica Mania 2011, NJPW y Consejo Mundial de Lucha Libre evento co-promovido en Tokio, Omega y Ibushi perdieron la lucha por equipos por el IWGP Junior Heavyweight Tag Team Championship de nuevo ante Devitt y Taguchi. El 26 de mayo, Omega entró en el Best of the Super Juniors#2011 y abrió su torneo con una racha de cinco luchas ganadas, solo para perder sus últimas tres muchas y terminar tercero en su bloque, pasando muy cerca de las semifinales del torneo. El 14 de agosto, los Golden Lovers recibieron la revancha por el IWGP Junior Heavyweight Tag Team Championship, pero fueron nuevamente derrotados por Devitt y Taguchi.

#### 2013-2014
Omega volvió a Nueva Japón en mayo de 2013 para participar en el 2013 Lo mejor de los Super Junior , donde logró ganar cinco de sus ocho partidos de round-robin, avanzando a las semifinales del torneo. El 9 de junio, Omega fue derrotado en su partido de semifinales por el príncipe Devitt, a raíz de la interferencia de su bala club estable. Un año más tarde, Omega volvió a tomar parte en la New Japan 2014 Best of the Super Junior torneo del 30 de mayo al 6 de junio de acabado con un balance de tres victorias y cuatro derrotas, con una pérdida contra Taichi en el último día que le costó un lugar en las semifinales.

#### 2014

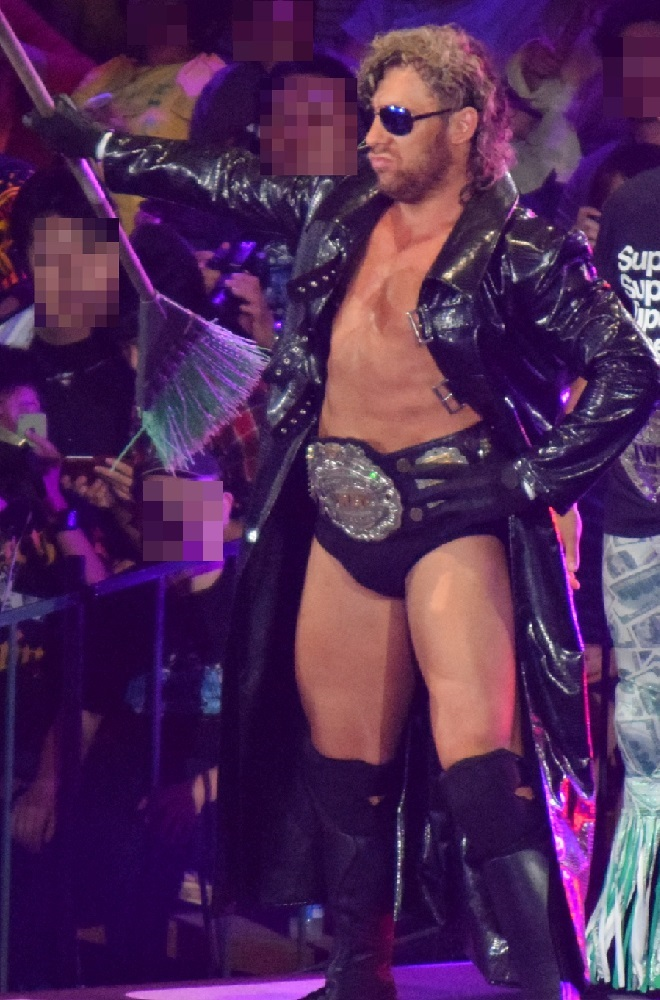
Omega como Campeón de Peso Semicompleto de la IWGP en 2015

El 3 de octubre de 2014, New Japan realizó una conferencia de prensa para anunciar que Omega había decidido firmar con la promoción una vez que su contrato DDT expiró el 26 de octubre Omega hizo su debut bajo contrato el 8 de noviembre en Power Struggle , donde (a pesar de haber descartado la idea de unirse al Bullet Club, en su conferencia de firma de prensa, alegando que él no se consideraba a sí mismo un gaijin ), Omega se reveló como el miembro más nuevo de la cuadra, estableciendo su punto de mira en el Campeonato Junior de la IWPG. Omega, nombrándose a sí mismo "El limpiador" (The cleaner en inglés), afirmó que había mentido en la conferencia de prensa y solo estaba interesado en el dinero y el título. Como parte de su nuevo personaje heel, Omega, que habla fluido en japonés, dejó de hablar en japonés y en su lugar lo hicieron sus entrevistas en inglés. Entre bastidores, Omega se le dijo que su truco otaku era "demasiado burbujeante" para el Bullet Club, que le llevó a adoptar el apodo de limpiador, que estaba destinado a ser una referencia a las personas que limpian la escena del crimen . Inicialmente, Omega desempeñó el papel recta, pero después de tener varias veces para explicar el carácter cuando la gente pensó que estaba representando un portero real, comenzó la incorporación de la comedia en el truco y empezó a salir para los partidos con una fregona y escoba. El 4 de enero de 2015 a las Wrestle Unido 9 en el Tokyo Dome , Omega luchó su primer partido como miembro de la bala Club, derrotando a Ryusuke Taguchi para ganar el campeonato pesado junior IWGP por primera vez.

#### 2015-2016
Primera defensa del título de Omega tuvo lugar el 11 de febrero en El Nuevo Comienzo en Osaka , donde venció Taguchi en una revancha. Durante los siguientes meses, también defendió con éxito el título contra Máscara Dorada al Invasión Ataque 2015 y Alex Shelley en Lucha Dontaku 2015 . El 5 de julio en Dominion 7.5 en Osaka-jo Salón , Omega perdió el título ante el ganador de la Best of the Super Juniors 2015, Kushida. El 23 de septiembre a las Destrucción en Okayama , Omega recuperó el título de Kushida, a raíz de la interferencia externa de su compañero de Bullet Club Karl Anderson . Hizo su primera defensa exitosa el 12 de octubre en el rey de la lucha libre contra Matt Sydal. El 4 de enero de 2016, en Wrestle Kingdom 10 in Tokyo Dome , Omega perdió el título de nuevo a Kushida.

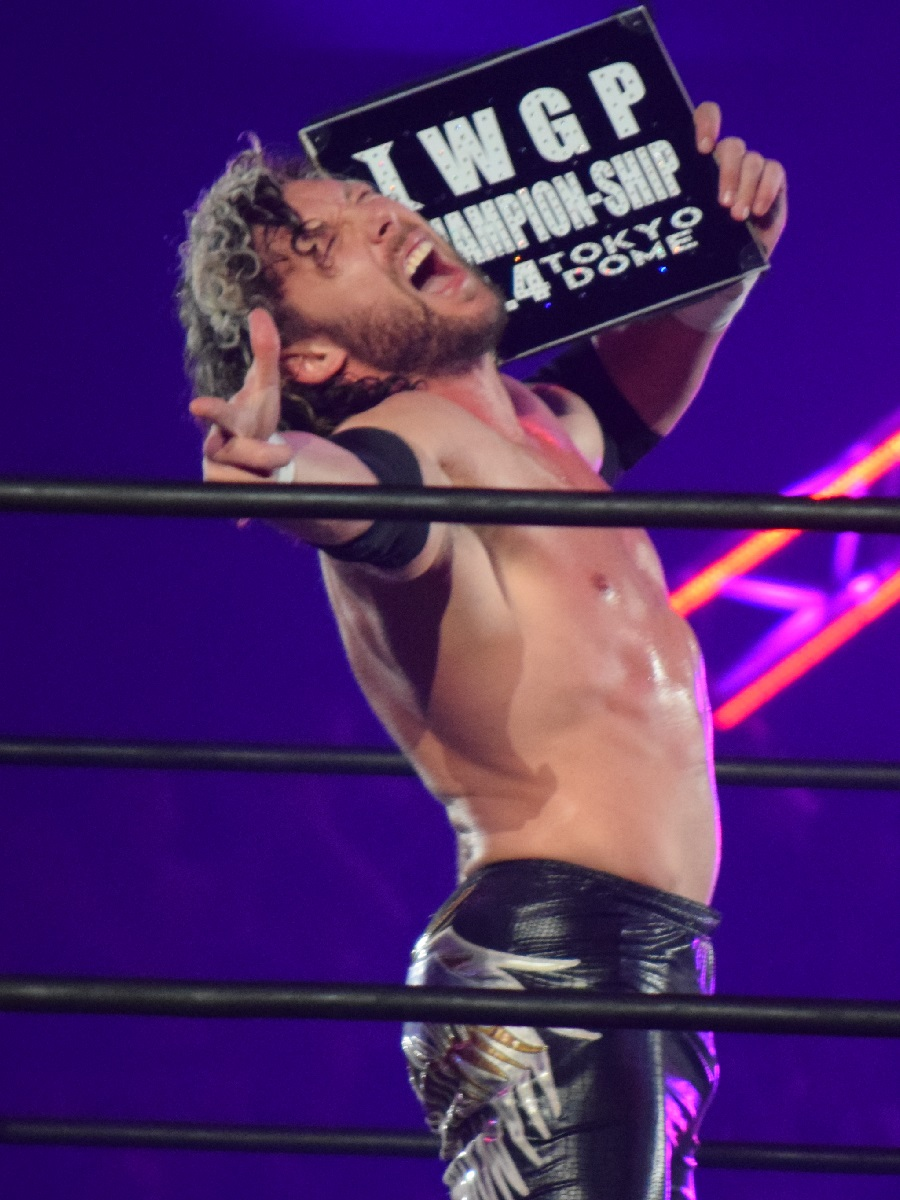
Omega con su maletín del G1 Climax garantizándole una oportunidad por el Campeonato Peso Completo de la IWGP en el Wrestle Kingdom 11.

Al día siguiente, Omega se asoció con el líder del Bullet Club AJ Styles para derrotar al campeón IWGP Intercontinental Shinsuke Nakamura y Yoshi-Hashi en una pelea por equipos, el fijar Nakamura por la victoria. Tras el partido, el Bullet Club atacó a Styles, con Omega haciéndose cargo de la dirección y declarando que ya no era un peso pesado junior, desafiando a Nakamura a un combate por el título. El partido, sin embargo, nunca se realizó pues Nakamura anunció su salida de NJPW, con la promoción quitándole el Campeonato Intercontinental IWGP. Posteriormente, Omega comenzó a usar el Bomaye huelga de la rodilla de Nakamura como un movimiento final, dándole el apodo de V-gatillo . Fue entonces anunció que Omega se enfrentaría a Hiroshi Tanahashi para determinar el nuevo campeón. El 14 de febrero en El Nuevo Comienzo en Niigata , Omega derrotó a Tanahashi para convertirse en el nuevo Campeón Intercontinental IWGP. Seis días más tarde en Honor Rising: Japón 2016, Omega se convirtió en doble campeón, cuando él y los Young Bucks derrotaron a Jay Briscoe , Mark Briscoe y Toru Yano para ganar el NEVER Openweight 6-Man Tag Team Championship. Perdieron el título ante Hiroshi Tanahashi, Michael Elgin y Yoshitatsu el 10 de abril en la invasión Ataque 2016 , lo que llevó a la primera defensa del campeonato intercontinental IWGP de Omega el 27 de abril, donde venció a Elgin. Esta fue la primera vez que dos canadienses tenían un evento principal en un espectáculo NJPW. El 3 de mayo, en Wrestling Dontaku 2016 , Omega y Los Youn Bucks recuperaron el NEVER Openweight 6-Man tag team championship de Elgin, Tanahashi y Yoshitatsu. El 19 de junio en Dominion 6.19 en Osaka-jo Salón , Omega perdió el Campeonato Intercontinental IWGP de Elgin en el primer partido de la escalera siempre NJPW. El 3 de julio, Omega y Los Bucks joven perdido la etiqueta NUNCA Openweight 6-Man campeonato del equipo con Matt Sydal, Ricochet y Satoshi Kojima . Omega sosteniendo el maletín que contiene su contrato por una oportunidad por el Campeonato Peso IWGP Del 22 de julio al 13 de agosto de Omega participó en la porción de round-robin del 2016 G1 Climax, donde ganó su bloque con un récord de seis victorias y tres derrotas, avanzando a la final. El 14 de agosto, Omega derrotado Hirooki Goto en la final para ganar el 2016 G1 Climax y ganar una oportunidad por el Campeonato Peso IWGP en Wrestle Unido 11 en el Tokyo Dome el 4 de enero de 2017. Omega no solo ganó el torneo en su primer intento, sino que también se convirtió en el primer no japonés ganador G1 Climax en la historia. El 22 de septiembre, a la destrucción de Hiroshima, Omega defendió con éxito su Wrestle Unido contrato de partido 11 del título contra Yoshi-Hashi, vengando una pérdida sufrida durante el 2016 G1 Climax en el proceso. El 10 de octubre en el rey de la lucha libre , Omega presentó su defensa final del contrato en una revancha contra Hirooki Goto, solidificando así su lugar en el evento principal de Wrestle Unido 11. El 4 de enero de 2017; Omega fue derrotado por IWGP Heavyweight Champion Kazuchika Okada en el evento principal de Wrestle Unido 11 en el Tokyo Dome. A los 46 minutos y 45 segundos, el partido fue el más largo de la historia de la de enero de Tokyo Dome 4 Mostrar . periodista que lucha, Dave Meltzer dio al partido una calificación de seis estrellas en su lucha del observador Newsletter , añadiendo que Omega y Okada "pueden haber puesto en el mejor partido de la historia de la lucha libre", y que fue el mejor partido que habían visto en su vida . El partido también fue elogiado por los luchadores de la talla de Daniel Bryan, Mick Foley y Stone Cold Steve Austin.

#### 2017
El 6 de enero de 2017, Smith anunció en su oficial de Twitter cuenta de que iba a ser "alejándose de Japón para reevaluar su futuro", añadiendo que no tenía un plan y que estaba "evaluando todas las opciones". El 26 de enero de Omega apareció en Wrestling Observer Radio , anunciando que había tomado una decisión respecto a su futuro. Queriendo disipar cualquier expectativas que estaría apareciendo en la WWE Royal Rumble el fin de semana siguiente, Omega declaró que estaría volando de vuelta a Japón a mediados de febrero para negociar un nuevo acuerdo con NJPW para "al menos un año más". El 3 de febrero de NJPW Omega anunció que volvería a la promoción durante el Honor Rising: Japón 2017 eventos.
El 12 de marzo, Omega entró en la Nueva Copa Japón 2017 en un intento de ganar otra oportunidad en el Campeonato de peso pesado IWGP. Sin embargo, fue eliminado del torneo en la primera ronda por Tomohiro Ishii. Esto llevó a Omega enfrentando a Ishii en una revancha el 3 de mayo en la lucha Dontaku 2017, que Omega ganó. Después del acontecimiento principal del espectáculo, Omega fue nominado por Kazuchika Okada como su retador siguiente para el campeonato del peso pesado de IWGP. El partido por el título entre Omega y Okada el 11 de junio en Dominion 6.11 en Osaka-jo Hall terminó en un tiempo límite de 60 minutos. Este partido fue calificado 6¼ estrellas por Dave Meltzer, superior a su partido anterior, por lo que es el partido más valorado de todos los tiempos.
Durante el fin de semana del 1 y 2 de julio en G1 Special en Estados Unidos, Omega derrotó a Michael Elgin, Jay Lethal y finalmente Tomohiro Ishii para ganar un torneo de ocho hombres y convertirse en el campeón inaugural IWGP United States Heavyweight Championship.
Más tarde, venció a Juice Robinson en su primera defensa del título en Destruction in Kobe 2017.
Su segunda defensa tuvo lugar el 15 de octubre en NJPW y ROH coprodujo el evento Global Wars: Chicago, donde derrotó a Yoshi-Hashi. [166] Su siguiente defensa del título tuvo lugar el 5 de noviembre en Power Struggle, donde derrotó a Beretta. Después del partido, Omega aceptó un desafío de Chris Jericho para Wrestle Kingdom 12.

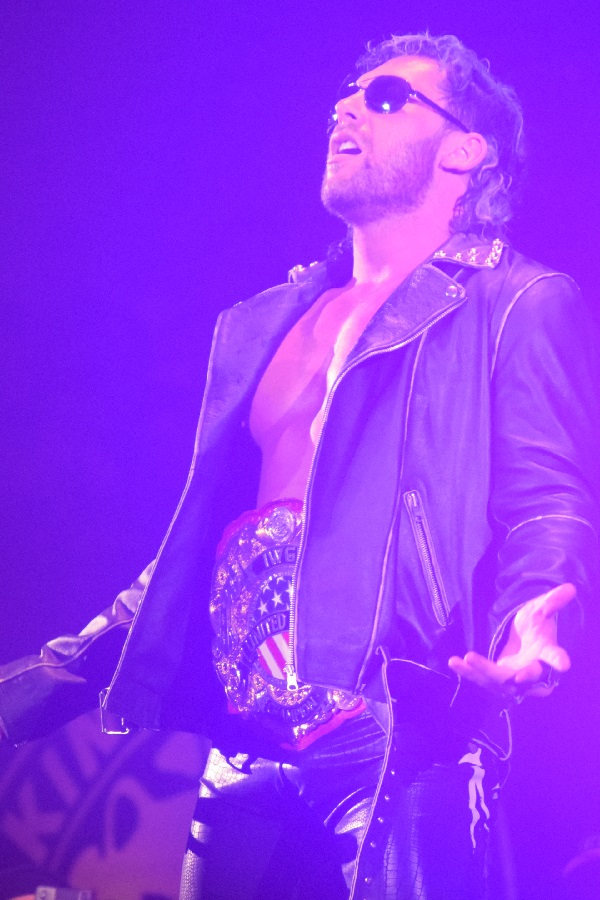
Kenny Omega como campeón IWGP United States Heavyweight

#### 2018-2019
El 28 de enero en el evento de The New Beginning in Sapporo, Omega perdió su Campeonato Peso Pesado de los Estados Unidos ante Jay White. Inmediatamente después del combate, Adam Page se enfrentaría a White, pero Omega lo detuvo y le dio a White su campeonato recientemente ganado. Más miembros del Bullet Club llegaron al ring, incluido Cody. Cody reprendió a Omega por no dejar que Page tenga su momento para desafiar a White, lo que lleva a Omega inadvertidamente empujando a Matt Jackson. Los miembros restantes del Bullet Club decidieron abandonar el área del ringside para dejar que Cody y Omega discutieran sus diferencias, pero Cody golpeó a Omega con su movimiento final en Cross Rhodes. Cuando Page fue a ayudar a Cody a atacar a Omega, Kota Ibushi regresó al ring para salvar a su excompañero del equipo de etiqueta. Omega e Ibushi luego se abrazaron en el ring donde Omega cambia a face, reuniendo al equipo de Golden Lovers y dejando oficialmente el Bullet Club.
En Wrestling Dotaku, Omega saldría victorioso en ambas noches, derrotando a Hangman Page en la noche uno, y ganando un combate por equipos de diez hombres en la noche dos haciendo equipo con Ibushi, Bad Luck Fale, Tama Tonga & Tanga Loa. Al final de la segunda noche, después de derrotar a Hiroshi Tanahashi, Kazuchika Okada desafió a Omega a un combate para el Campeonato Peso Pesado de la IWGP en Dominion 6.9 in Osaka-jo Hall sin límite de tiempo. Omega aceptó el desafío, pero respondió Okada pidiendo que el partido también sea un 2-out-of-3 Falls Match, lo cual Okada aceptó. En el evento, Omega derrotó a Okada 2-1 para ganar el Campeonato Peso Pesado de la IWGP, convirtiéndose en el primer luchador canadiense y en el séptimo luchador extranjero en ganar el título en el proceso. Inmediatamente después del combate, Omega reconcilió su amistad con The Young Bucks y, en una conferencia de prensa posterior a la lucha, formó un nuevo stable con The Young Bucks e Ibushi llamado The Golden Elite.
El conflicto con Cody se resolvió cuando retuvo el Campeonato Peso Pesado de la IWGP contra Cody en el G1 Special: San Francisco el 7 de julio. Sin embargo, después del combate, los miembros del Bullet Club Tama Tonga, Tanga Loa y King Haku, recién salidos ganando un combate de equipo de diez hombres más temprano en la noche, aparentemente celebra con Omega y los Young Bucks solo para atacar a The Elite así como a los otros miembros del Bullet Club que vinieron en su ayuda, declarándose el "BC Firing Squad" "así como el "verdadero Bullet Club".
El 4 de enero en Wrestle Kingdom 13, Kenny Omega perdió el Campeonato Peso Pesado de la IWGP ante Hiroshi Tanahashi, terminando su reinado en 209 días. El 6 de enero de 2019, Omega anunció que tomaría un descanso de New Japan Pro-Wrestling.

### All Elite Wrestling (2019-presente)

#### 2019-2020

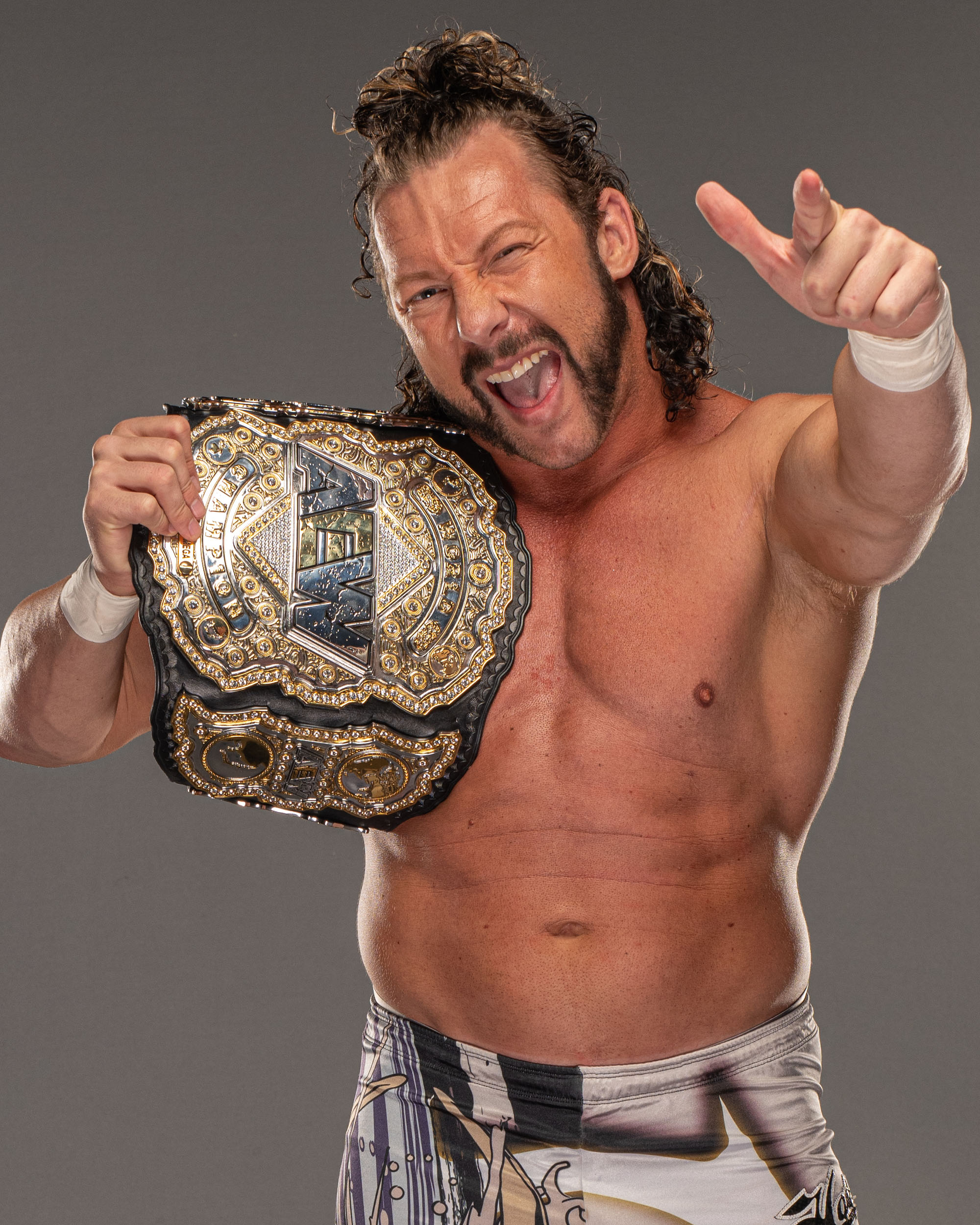
Kenny Omega como campeón mundial de AEW

El 7 de febrero de 2019, Omega firmó con All Elite Wrestling (AEW). Junto con Cody y The Young Bucks, Omega servirá como un talento dentro del ring y como vicepresidente ejecutivo de la empresa. El 25 de mayo, Omega debutó en el inaugural evento de Double or Nothing en el evento estelar quien salió derrotado ante Chris Jericho por la oportunidad de enfrentarse a Hangman Page por el Campeonato Mundial de AEW. El 29 de junio, Omega hizo su segundo aparición en Fyter Fest donde quien hizo equipo equipo con The Young Bucks derrotando a The Lucha Bros (Rey Fénix & Pentagón Jr.) y Laredo Kid. El 13 de julio, Omega apareció en Fight for the Fallen con una victoria tras derrotar a CIMA. El 31 de agosto en All Out, Omega fue derrotado por PAC. El 2 de octubre en el primer episodio de AEW Dynamite, Omega compitió en un combate de equipo de seis hombres junto a los Young Bucks contra Jericho, Ortiz & Santana, durante el cual Omega fue sacado por Moxley; el equipo de Omega perdió el combate. El 15 de octubre en AEW Dark, Omega derrotó a Joey Janela.
En el Chris Jericho's Rock 'N' Wrestling Rager at Sea Part Deux: Second Wave, que se emitió el 22 de enero de 2020 en el episodio de Dynamite, Omega y Adam Page derrotaron a SoCal Uncensored (Frankie Kazarian & Scorpio Sky) para ganar el Campeonato Mundial en Parejas de AEW, marcando el primer cambio de título en la historia de la promoción. En AEW Revolution, Omega y Page retuvieron sus campeonatos contra los Young Bucks. El mes siguiente, sería anunciado que The Elite enfrentaría a The Inner Circle en un Blood and Guts, sin embargo el evento sería pospuesto indefinidamente debido a la pandemia del COVID-19. Omega, Page y Young Bucks lucharían junto a Matt Hardy en contra de The Inner Circle en un Stadium Stampede Match el 13 de mayo en Double or Nothing, encuentro que ganaría el equipo de omega. En los meses siguientes, Omega y Page defenderían sus títulos ante equipos como Dustin Rhodes y QT Marshall, y Best Friends. El 5 de septiembre en All Out (2020), Omega y Page cayeron derrotados ante FTR, perdiendo sus títulos. Después de la lucha, Omega dejaría a Page tirado en la lona, y anunciaría más tarde la ruptura de sus relaciones como tag team.
Desde octubre a noviembre de 2020, Omega participó en un torneo para determinar al contendiente número 1 para el Campeonato Mundial de AEW dónde venció en la final a Adam Page en Full Gear, ganando así la oportunidad de enfrentarse al entonces campeón Jon Moxley en Winter Is Coming. El 2 de diciembre, Omega y Moxley se enfrentaron por el campeonato, Omega venció a Moxley con ayuda de Don Callis y así se convirtió por primera vez en Campeón Mundial de AEW.
El 28 de julio de 2021 hizo equipo con The Young Bucks y The Good Brothers en una lucha de 5 vs 5 para derrotar a Dark Order y a Adam Page evitando que los perdedores consigan una oportunidad por los títulos mundiales.

### Lucha Libre AAA Worldwide (2019-2021)
El 3 de agosto de 2019, Omega hizo su debut por primera vez en México en la empresa mexicana Lucha Libre AAA Worldwide en su evento grande Triplemanía XXVII haciendo equipo con Matt y Nick Jackson quienes salieron derrotados contra Lucha Brothers (Fénix & Pentagón Jr.) acompañado de Laredo Kid. Tras la lucha, Omega reta a Fénix por su Megacampeonato de AAA en la cual fue aceptado. El 19 de octubre en Héroes Inmortales XIII en la ciudad de Orizaba, Veracruz Omega logró derrotar a Fénix ganando el Megacampeonato de AAA por primera vez en su carrera siendo el primer canadiense en tener el campeonato. El 26 de noviembre en AEW Dark, Omega tuvo su primera defensa titular ante Jack Evans. El 1 de diciembre en Triplemanía Regia, Omega tuvo su segunda defensa titular de manera exitosa ante Dragon Lee. El 25 de marzo de 2020 en Dynamite, Omega tuvo su tercera defensa titular ante Sammy Guevara. El 12 de diciembre en Triplemanía XXVIII, Omega tuvo su cuarta defensa titular ante Laredo Kid.
En Triplemanía XXIX, derrotó a Andrade El Ídolo golpeándolo con el título sin que el árbitro se diera cuenta y aplicándole el "One Winged Ángel", reteniendo el Megacampeonato de AAA. El 23 de octubre, Omega se convirtió en el luchador con el reinado más largo como Campeón Mundial en la historia de la era moderna, superando el antiguo récord de 735 días de El Texano Jr. Posteriormente, el 22 de noviembre de 2021, se anunció que Omega dejaba el Megacampeonato como vacante debido a las lesiones que tenía.

### Impact Wrestling (2020-2021)
Después de convertirse en Campeón Mundial de AEW, Omega apareció junto a Don Callis para la promoción Impact Wrestling en su programa, Impact!, el 8 de diciembre de 2020, explicando una asociación entre los dos. Está programado para competir por la promoción, haciendo equipo con sus excompañeros de Bullet Club (Karl Anderson y Doc Gallows) contra Rich Swann y The Motor City Machine Guns (Alex Shelley y Chris Sabin) en Hard To Kill en enero de 2021.

## Vida personal
Smith nació en Transcona, Winnipeg , Manitoba, el 16 de octubre de 1983. Él tiene una hermana menor. Su madre trabaja en servicios a la familia, mientras que su padre trabaja para el gobierno canadiense como oficial de transporte. Smith comenzó a ver la lucha libre profesional siendo un niño con su padre al grabar el Saturday Night's Main Event, que se convirtió en su favorito.
Smith habla con fluidez el idioma japonés y en la actualidad vive en Katsushika Ward en el extremo este de Tokio. Smith es escenario habitual de un canal de YouTube llamado "limpiador de la esquina", donde se muestra a sí mismo jugando algunos de sus videojuegos más favorito de todos los tiempos, y durante su tiempo libre, también asiste a las convenciones de videojuegos. El 26 de junio de 2016, asistió a CEO 2016 y derrotó al luchador de la WWE Austin Watson varias veces en Street Fighter V.
Smith se abstiene de alcohol, tabaco y consumo de drogas.
Cuando se habla de su vida fuera de la lucha libre, Smith dijo que no tiene tiempo para pensar en la búsqueda de "una esposa o un esposo", porque en este momento está completamente enfocado en sus metas de lucha libre.
Smith dijo a ESPN.com que "amaba la cultura japonesa, incluso antes de darse cuenta de que era, de hecho, la cultura japonesa" y sus juegos de video favoritos y los dibujos animados estaban en japonés.

## Personaje en lucha libre
Un fan del anime y los videojuegos, Smith toma mucha inspiración de ellos e incorpora estas ideas en sus maniobras, música de entrada, y los conceptos para su personaje. Como ejemplos notables, su maniobra final lleva por nombre The One-Winged Angel ("El Ángel de un Ala"), una referencia al personaje Sephiroth de Final Fantasy VII '; ha usado remezclas del tema musical del Dr. Wily, antagonista de la serie de videojuegos Mega Man como su tema de entrada al ring; su nombre de luchador "Kenny Omega " se deriva del personaje Arma Omega de la saga de videojuegos Final Fantasy, e incluso ha usado el movimiento Hadouken de Street Fighter como un movimiento final. Esta inspiración se extiende también a su aspecto, pues el atuendo de su personaje de "The Cleaner"  toma inspiración en Albert Wesker de la saga de videojuegos Resident Evil, así como en Marion "Cobra" Cobretti de la película Cobra.

## En lucha
- Movimientos finales:

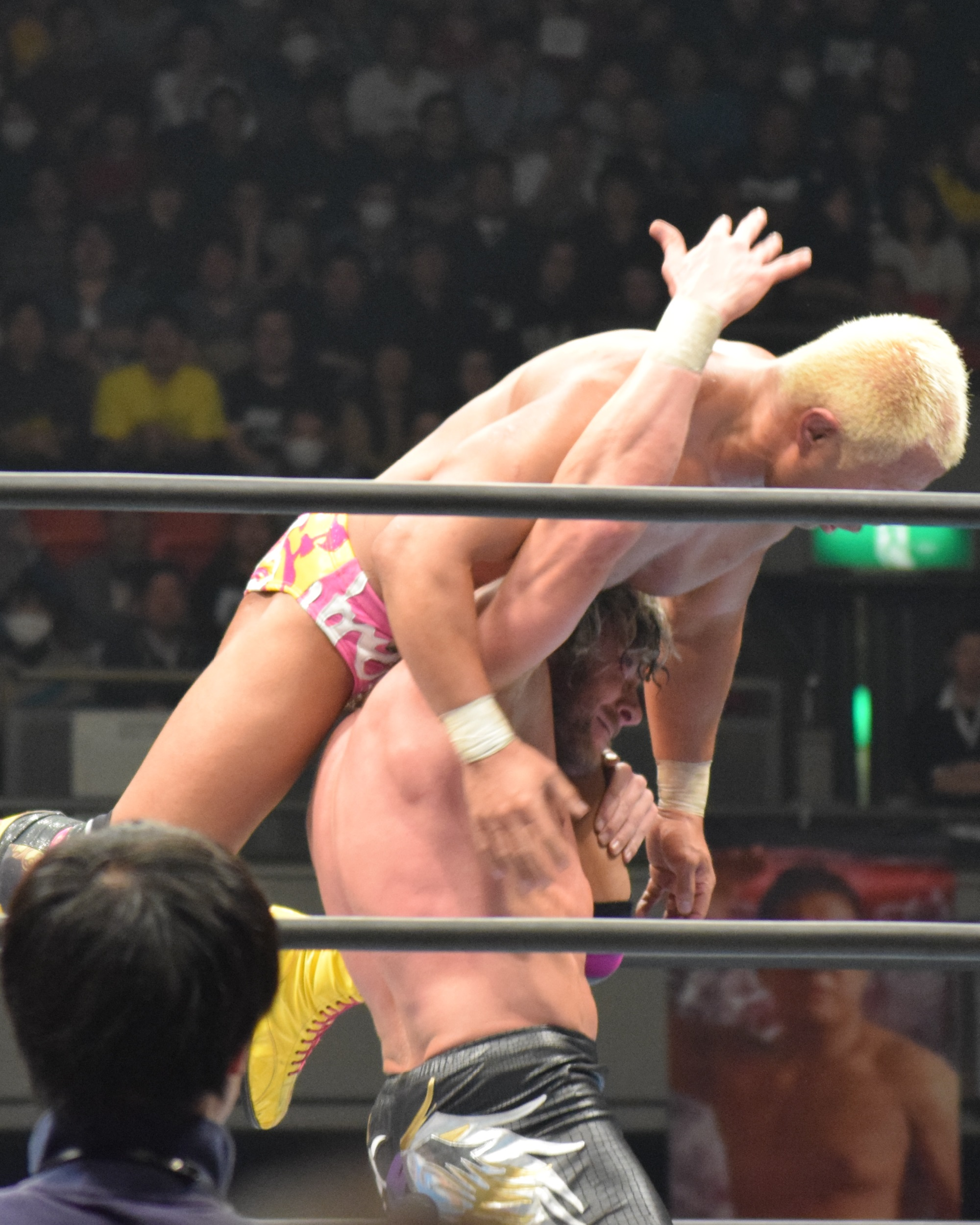
Omega aplicando a Tomoaki Honma su One-Winged Angel

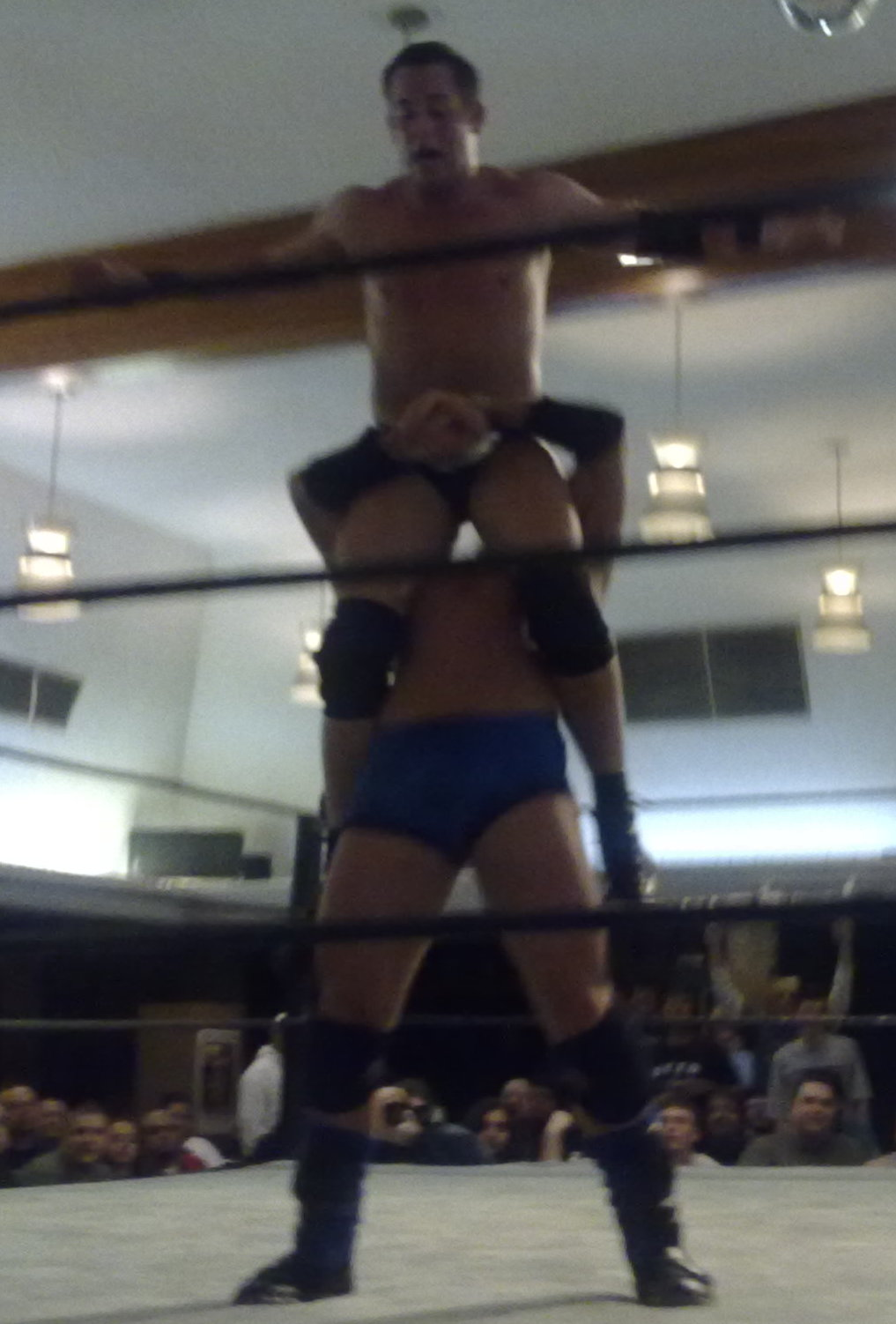
Omega aplicando a Roderick Strong su Croyt´s Wrath

- - Ira de Croyt/ Croyt´s Wrath (Electric chair drop seguido de un german suplex , a veces desde la desde una posición elevada)
  - Katayoku no Tenshi / One Winged-Angel (Electric chair driver)
- Movimientos de la firma:
  - Double underhook piledriver
  - Dr. Wily Bomb (Deadlift gutwrench sitout powerbomb)
  - EX Hadouken (Double palm thrust a la cara de un rival de rodillas, con burlas)
  - Flash Man's Time Stopper ( Step-Up enzuigiri, con burlas)
  - Greetings from Winnipeg (Low blow)
  - Hadouken (Double palm strike al pecho del oponente)
  - Kotaro Krusher (Leapfrog one-handed bulldog)
  - Reverse frankensteiner
  - Varios ataques con la Rodilla
    - Rain Trigger (Wrist lock short-arm bicycle high knee)
    - V-Trigger (Running bicycle knee)
    - Wrist lock short-arm high knee

  - Rolling fireman's carry slam seguido de un second rope moonsault
  - Superkick
  - Varios tipos de suplex variaciones
    - Dragon Rush ( Dragon suplex)
    - Dragon Rebirth ( Twisting dragon suplex)
    - Aoi Shoudou (Cross-legged fisherman's buster)

  - Tope con hilo (Suicide somersault senton)
- Con Kota Ibushi
  - "Movimientos finales en equipo"
    - Golden Shower  (simultáneas 450 ° splash)
- Con Adam Page
  - "Movimientos finales en equipo"
    - Combinación de Buckshot Lariat (Rolling slingshot lariat) de Page y Bicycle knee strike de Omega.
- Apodos:
  - "Canadian X"
  - "The Cornerstone"
  - "The Cleaner"
  - "The Best Bout Machine"
  - "The Destiny Flower"
  - "King of the Anywhere Match"
  - "The Master of the Dark Hadou"
  - "The Devil´s Terminator"
  - "Omega Champion"
  - "The collector"
- Música de Entrada:
  - "Attenzione" por Flashrider ( JAPW )
  - "El Dr. Wily I (Mega Man 20 aniversario Techno Version)" por Ogeretsu Kun, Manami IETEL y de Yuukichan Papa ( DDT )
  - "El Dr. Wily Etapa 1 - Omegaman Mix" por Rock-Men (DDT)
  - "Shot'Em" por [Q] Brick  (NJPW) , como miembro del Bullet Club
  - "Devil's Sky" por Yonosuke Kitamura (NJPW)
  - "Devil's Sky" (Tokyo Dome Ver.2016) Por Yonosuke Kitamura
  - "Devil's Sky" (Tokyo Dome Ver.2017) Por Yonosuke Kitamura
  - "Battle Cry" por Little V.

## Campeonatos y logros
- All Elite Wrestling
  - AEW World Championship (1 vez)[13]

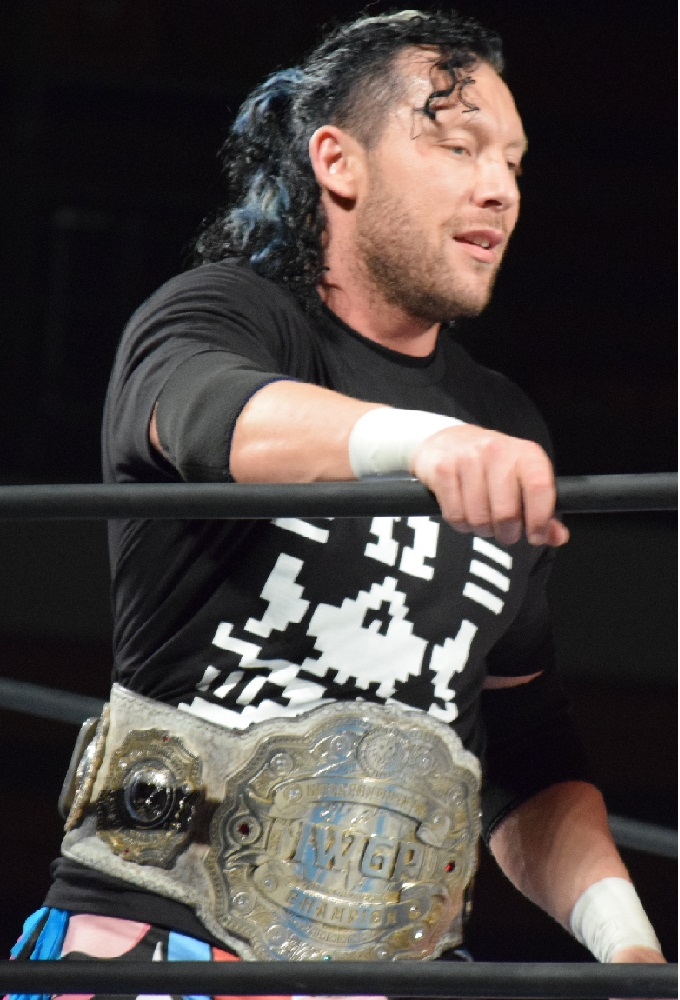
Omega como Campeón Intercontinental de la IWGP.

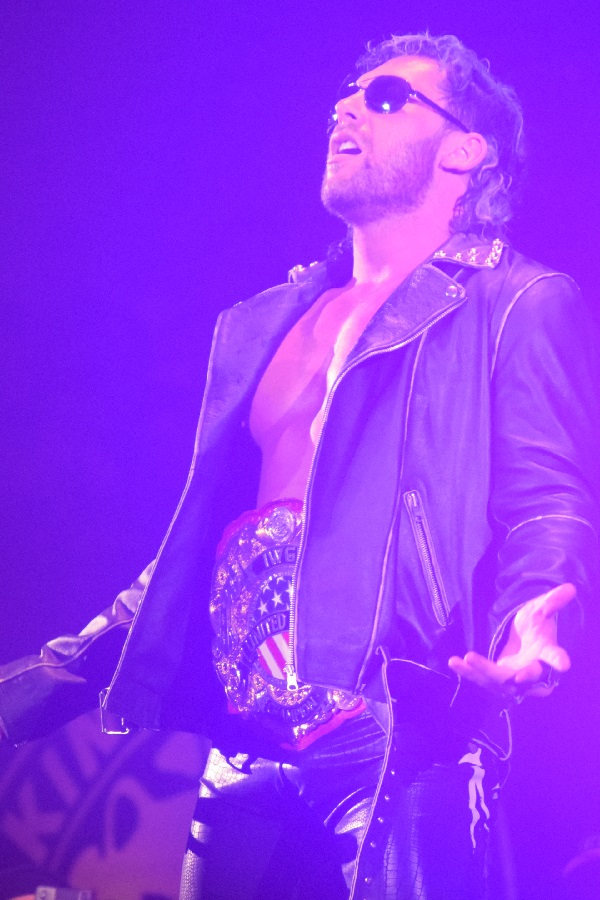
Omega como Campeón de los Estados Unidos Peso Pesado de IWGP.

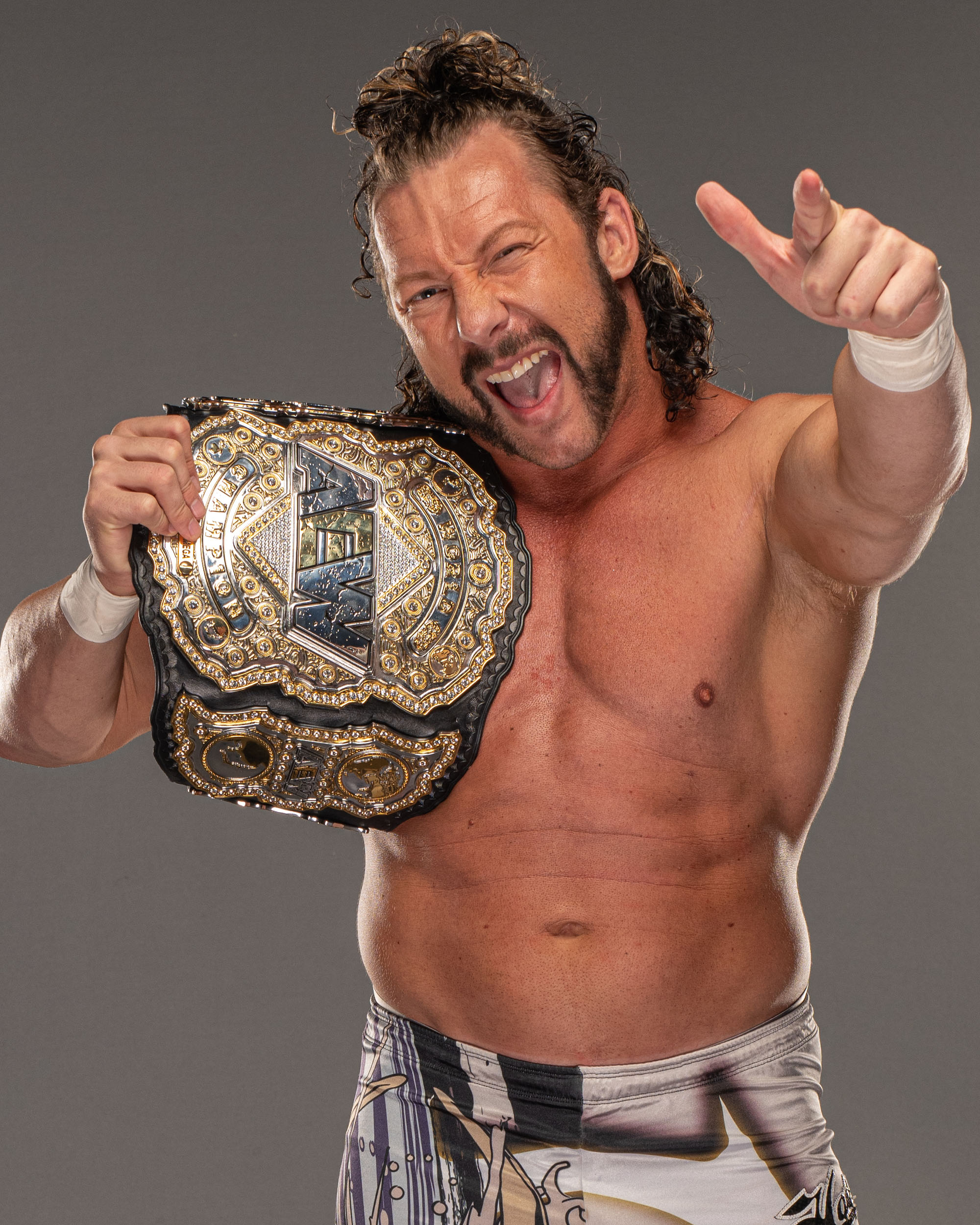
Omega como Campeón Mundial de AEW.

  - AEW International Championship (1 vez, actual)
  - AEW World Tag Team Championship (1 vez) – con Hangman Page
  - AEW World Trios Championship (2 veces, inaugural – récord) – con Matt Jackson & Nick Jackson
  - Triple Crown Championship (Primero)
  - Grand Slam Championship (primero)

- - Dynamite Award (3 veces)
    - Bleacher Report PPV Momento del año (2021) con The Elite vs. The Inner Circle en Double or Nothing
    - El momento más grande de la WTF (2021): ganar el Campeonato Mundial de AEW y salir de AEW en Winter Is Coming
    - Wrestler of the Year (2022)

- 4 Front Wrestling
  - 4FW Junior Heavyweight Championship (1 vez)[197]

- All Japan Pro Wrestling
  - World Junior Heavyweight Championship (1 vez)[4][75]

- Canadian Wrestling's Elite
  - CWE Canadian Unified Junior Heavyweight Championship (3 veces)
  - CWE Tag Team Championship (1 vez) – with Danny Duggan[197]
  - CWE Tag Team Championship Tournament (2010) – with Danny Duggan[198]

- Canadian Wrestling Federation
  - CWF Heavyweight Championship (1 vez)

- Dramatic Dream Team/DDT Pro-Wrestling/DDT
  - KO-D Openweight Championship (1 vez)
  - KO-D 6-Man Tag Team Championship (2 veces) - con Gota Ihashi and Kota Ibushi (1), y Daisuke Sasaki y Kota Ibushi (1)
  - DDT Extreme Division Championship (1 vez)
  - KO-D Tag Team Championship (3 veces) - con Kota Ibushi (2) y Michael Nakazawa (1)
  - Nihonkai Six Man Tag Team Championship (1 vez) - con Mr. #6 y Riho

- Impact Wrestling
  - Impact World Championship (1 vez)

- Jersey All Pro Wrestling
  - JAPW Heavyweight Championship (1 vez)[4][206]
  - JAPW Light Heavyweight Championship (1 vez)[51]

- Lucha Libre AAA Worldwide
  - Megacampeonato de AAA (1 vez)

- MainStream Wrestling
  - Canadian Unified Junior Heavyweight Championship (3 veces)[207]

- National Wrestling Alliance
  - NWA Canadian X Championship (1 vez)

- New Japan Pro-Wrestling/NJPW
  - IWGP Heavyweight Championship (1 vez)
  - IWGP Intercontinental Championship (1 vez)
  - IWGP United States Heavyweight Championship (2 veces, inaugural)
  - IWGP Junior Heavyweight Championship (2 veces)
  - IWGP Junior Heavyweight Tag Team Championship (1 vez) - con Kota Ibushi
  - NEVER Openweight 6-Man Tag Team Championship (2 veces) - con Matt Jackson and Nick Jackson
  - G1 Climax (2016)

- Premier Championship Wrestling
  - PCW Heavyweight Championship (4 veces)[14]
  - PCW Tag Team Championship (2 veces) – with Rawskillz (1)[14] and Chris Stevens (1)[15]
  - Premier Cup (2005, 2007)[14]

- Pro Wrestling Guerrilla/PWG
  - PWG World Championship (1 vez)
  - Battle of Los Angeles (2009)

- Ring of Honor
  - ROH Year-End Award (1 vez)
    - Feud of the Year (2018) vs. Cody

- Top Rope Championship Wrestling
  - TRCW Tag Team Championship (1 vez con Ronnie Attitude)

- Pro Wrestling Illustrated
  - Luchador más popular del año (2021)
  - Feudo del año (2017) vs. Kazuchika Okada.
  - Lucha del año (2017) vs. Kazuchika Okada (Wrestle Kingdom 11, 4 de enero).
  - Lucha del año (2018) vs. Kazuchika Okada (Dominion 6.9 in Osaka-jo Hall, 9 de junio)
  - Situado en el Nº318 en los PWI 500 de 2009[16]
  - Situado en el Nº142 en los PWI 500 de 2010[17]
  - Situado en el Nº85 en los PWI 500 de 2011[18]
  - Situado en el Nº185 en los PWI 500 de 2012[19]
  - Situado en el Nº125 en los PWI 500 de 2013[20]
  - Situado en el Nº183 en los PWI 500 de 2014[21]
  - Situado en el Nº54 en los PWI 500 de 2015[22]
  - Situado en el Nº23 en los PWI 500 de 2016[23]
  - Situado en el Nº5 en los PWI 500 de 2017[24]
  - Situado en el Nº1 en los PWI 500 de 2018[25]
  - Situado en el Nº8 en los PWI 500 de 2019[26]
  - Situado en el Nº13 en los PWI 500 de 2020[27]
  - Situado en el Nº1 en los PWI 500 de 2021[28]
  - Situado en el Nº19 en los PWI 500 de 2022[29]
  - Situado en el Nº25 en los PWI 500 de 2023[30]

- Tokyo Sports
  - Best Bout Award (2010) con Kota Ibushi vs. Prince Devitt y Ryusuke Taguchi (NJPW, 11 de octubre)
  - Technique Award (2016)
  - Best Bout Award (2017) vs. Kazuchika Okada (NJPW, 4 de enero)
  - Best Bout Award (2018) vs. Kazuchika Okada (NJPW, 9 de junio)

- Wrestling Observer Newsletter
  - Luchador del año - (2018)
  - Mejor Maniobra de Lucha - (2016) One-Winged Angel
  - Lucha 5 estrellas (2016) vs. Tetsuya Naito en G1 Climax 2016 - Tag 18 el 13 de agosto
  - Lucha 6 estrellas (2017) vs. Kazuchika Okada en  Wrestle Kingdom 11 in Tokyo Dome el 4 de enero
  - Lucha 6¼ estrellas (2017) vs. Kazuchika Okada en Dominion 6.11 el 11 de junio
  - Lucha 6 estrellas (2017) vs. Kazuchika Okada en G1 Climax 2017 - Tag 18 el 12 de agosto
  - Lucha 5¾ estrellas (2017) vs. Tetsuya Naito en G1 Climax 2017 - Tag 19 el 13 de agosto
  - Lucha 5 estrellas (2018) vs. Chris Jericho en  Wrestle Kingdom 12 in Tokyo Dome el 4 de enero
  - Lucha 5 estrellas (2018) con Kota Ibushi vs. The Young Bucks en Strong Style Evolved el 25 de marzo
  - Lucha 7 estrellas (2018) vs. Kazuchika Okada en Dominion 6.9 el 9 de junio
  - Lucha 5 estrellas (2018) vs. Tetsuya Naito en G1 Climax 2018 - Tag 2 el 15 de julio
  - Lucha 5 estrellas (2018) vs. Hirooki Goto en G1 Climax 2018 - Tag 4 el 19 de julio
  - Lucha 5½ estrellas (2018) vs. Tomohiro Ishii en G1 Climax 2018 - Tag 14 el 4 de agosto
  - Lucha 5½ estrellas (2018) vs. Kota Ibushi en G1 Climax 2018 - Tag 18 el 11 de agosto
  - Lucha 5 estrellas (2018)  con Kota Ibushi vs. Kazuchika Okada & Tomohiro Ishii en Fighting Spirit Unleashed el 30 de septiembre
  - Lucha 5 estrellas (2018)  con Kota Ibushi vs. Hiroshi Tanahashi & Will Ospreay en NJPW Road to Tokyo Dome: Day 2 el 15 de diciembre
  - Lucha 5¾ estrellas (2019) vs. Hiroshi Tanahashi en  Wrestle Kingdom 13 in Tokyo Dome el 4 de enero
  - Lucha 6 estrellas (2020) vs. "Hangman" Adam Page vs. The Young Bucks en Revolution el 29 de febrero
  - Lucha 5 estrellas (2021) vs. Rey Fénix en Dynamite: New Year's Smash (Noche 1) el 6 de enero
  - Lucha 5 estrellas (2021) vs. Bryan Danielson en Dynamite: Grand Slam el 22 de septiembre
  - Lucha 5½ estrellas (2021) vs. "Hangman" Adam Page en Full Gear el 13 de noviembre
  - Lucha 6¼ estrellas (2023) vs. Will Ospreay en Wrestle Kingdom 17 el 4 de enero
  - Lucha 5 estrellas (2023) vs. The Young Bucks vs. Death Triangle (PAC, Penta El Zero M & Rey Fénix) en Dynamite el 11 de enero
  - Lucha 5 estrellas (2023) vs. El Hijo del Vikingo en Dynamite el 22 de marzo
  - Lucha 5 estrellas (2023) vs. "Hangman" Adam Page & The Young Bucks vs. Blackpool Combat Club (Jon Moxley, Bryan Danielson, Claudio Castagnoli & Wheeler Yuta) en Double or Nothing el 28 de mayo
  - Lucha 6 estrellas (2023)  vs. Will Ospreay en Forbidden Door el 25 de junio
  - Lucha 5 estrellas (2023) vs. Konosuke Takeshita en All Out el 3 de septiembre